# 塞拉萊機場
塞拉萊機場（阿拉伯文：مطار صلالة）是位於阿曼塞拉萊的機場。距離市區5.5公里之東北方。是一個國內機場，但有時會有一些航班來自波斯灣附近機場。現在，機場正在擴展和現代化，基本部分會在2011年11月完成，新的航站樓可以每年處理200萬人次。如果所有工程完成，可以每年處理1000萬人次。

## 機場數據
在2008年，塞拉萊機場公報2007年的客量
- 客量：407,788 ▲

## 航空公司和航點
| 航空公司         | 目的地                               |
| ---------------- | ------------------------------------ |
| 阿拉伯航空       | 沙迦                                 |
| 印度航空快運     | 科欽、科泽科德、锡鲁万纳塔普拉姆     |
| 意大利航空       | 季节性包机:米兰-马尔彭萨             |
| 意大利蓝天航空   | 季节性包机:米兰-马尔彭萨             |
| 迪拜航空         | 迪拜                                 |
| 阿曼航空         | 迪拜、科泽科德、馬斯喀特             |
| 巴基斯坦国际航空 | 伊斯兰堡、卡拉奇、拉合尔、锡亚尔科特 |
| 卡塔尔航空       | 多哈                                 |
| 罗塔纳喷射航空   | 阿布扎比                             |
| 薩拉米航空       | 馬斯喀特                             |

## 備註
1. ↑  .   [2009-03-08]. （原始内容存档于2013-05-09）.

## 外部連結
- 機場歷史（英文）